# Bohemia Interactive Slovakia
Bohemia Interactive Slovakia, tot 2014 bekend als Cauldron, is een Slowaakse ontwikkelaar van computerspellen en werd opgericht in 1996. Het eerste spel Quadrax kwam ook in 1997 uit. Het bedrijf heeft 64 werknemers in dienst. Daarnaast is de Cloak Engine door hun bedacht in 2001. De naam daarvan werd later veranderd naar CloakNT.
De meest recente computerspellen worden uitgegeven door Activision.

## Lijst van ontwikkelde spellen
- Quadrax (1996)
- Spellcross (1997)
- Battle Isle: The Andosia War (2000)
- Chaser (2003)
- Conan (2004)
- Knights of the Temple II (2005)
- Gene Troopers (2005)
- The History Channel: Civil War – A Nation Divided (2006)
- The History Channel: Battle for the Pacific (2007)
- Soldier of Fortune: Payback (2007)
- History Civil War: Secret Missions (2008)
- Secret Service (2008)
- Cabela's Big Game Hunter 2010 (2009)
- Jurassic: The Hunted (2009)
- Cabela's Dangerous Hunts 2011 (2010)
- Cabela's Big Game Hunter 2012 (2011)
- Cabela's Adventure Camp (2011)
- Cabela's Dangerous Hunts 2013 (2012)